# Anthene emolus
Anthene emolus är en fjärilsart som beskrevs av Jean Baptiste Godart 1823. Anthene emolus ingår i släktet Anthene och familjen juvelvingar. Inga underarter finns listade i Catalogue of Life.

## Bildgalleri

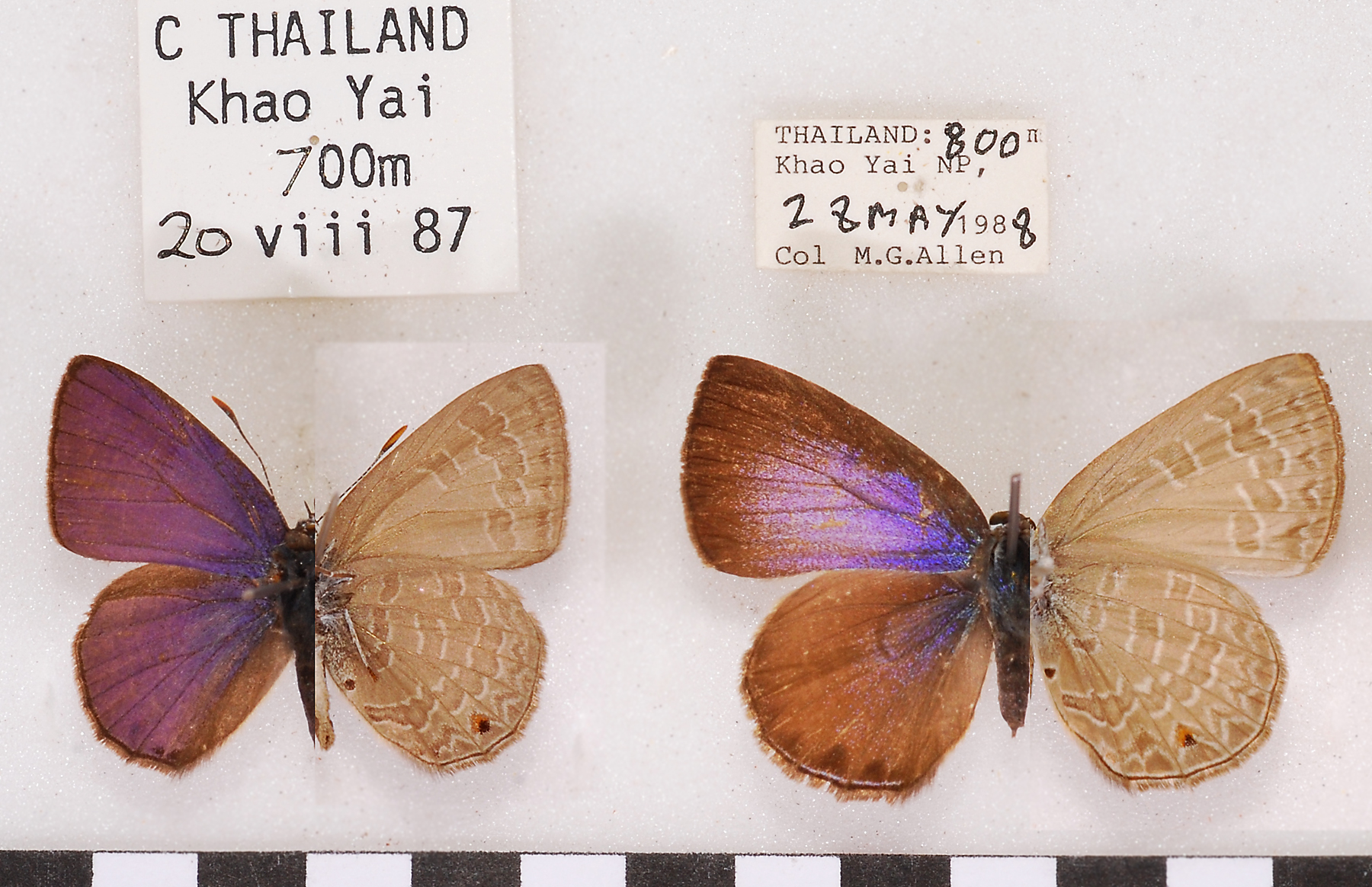
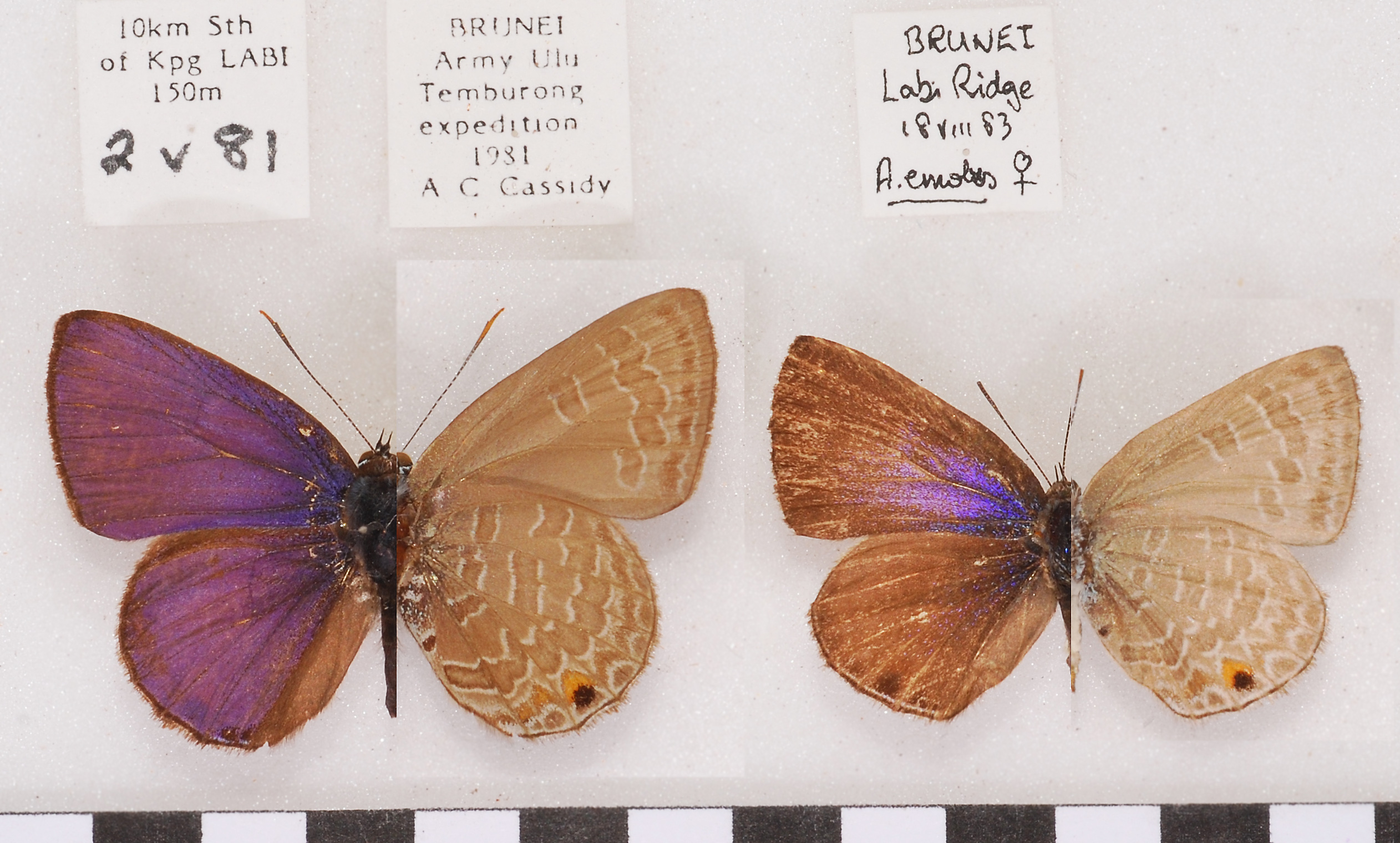
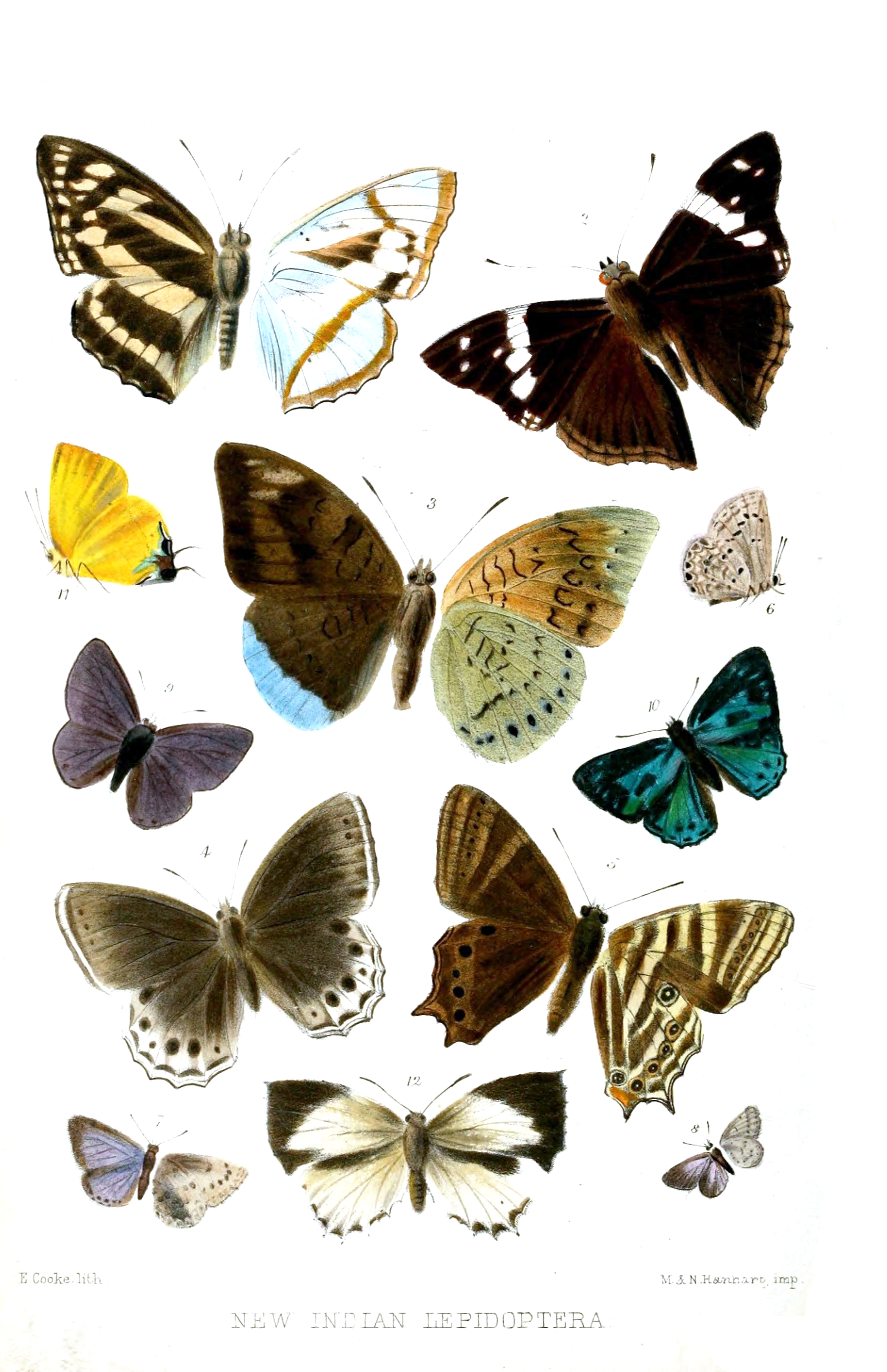
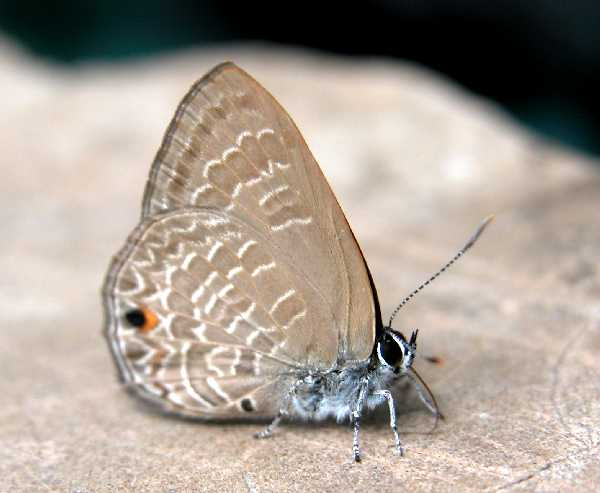